# Euprepiophis
Euprepiophis är ett släkte av ormar i familjen snokar. Släktets medlemmar listades tidigare i släktet Elaphe.
Arterna är med en längd mellan 75 och 150 cm medelstora ormar. De lever i Japan, i södra Kina och i Sydostasien. Habitatet utgörs av fuktiga skogar, ofta i låga delar av bergstrakter. Dessa ormar jagar små däggdjur och andra kräldjur. Honor lägger ägg.
Arterna är:
- Euprepiophis conspicillata
- Euprepiophis mandarinus
- Euprepiophis perlacea